# 18747 Lexcen
18747 Lexcen (1999 FN21) là một tiểu hành tinh vành đai chính được phát hiện ngày 26 tháng 3 năm 1999 bởi J. Broughton ở Reedy Creek Observatory.